# Tylonycteris
Tylonycteris Peters, 1872 è un genere di pipistrelli della famiglia dei Vespertilionidi, comunemente noti come pipistrelli dei bambù.

## Descrizione

### Dimensioni
Al genere Tylonycteris appartengono pipistrelli di piccole dimensioni, con lunghezza della testa e del corpo tra 35 e 50 mm, la lunghezza dell'avambraccio tra 22 e 33 mm, la lunghezza della coda tra 24 e 33 mm e un peso fino a 11,2 g.

La specie T.pygmaeus è tra i più piccoli mammiferi viventi al mondo.

### Caratteristiche craniche e dentarie
Il cranio è notevolmente appiattito, con le creste sopra-orbitali ben sviluppate. Gli incisivi superiori esterni sono bicuspidati e grandi circa la metà di quelli più interni.
Sono caratterizzati dalla seguente formula dentaria:

### Aspetto
La pelliccia è corta, liscia e lucida. Le parti dorsali variano dal bruno-rossastro al marrone scuro, mentre le parti ventrali sono più chiare. La testa è larga e notevolmente appiattita. Le orecchie sono corte, triangolari, con la punta smussata e con i margini ispessiti e carnosi. Il trago è corto e arrotondato. Sono presenti alla base di ogni pollice e sulla pianta dei piedi dei cuscinetti carnosi ben sviluppati. Le ali sono attaccate posteriormente sui lati del piede. La coda è lunga ed inclusa completamente nell'ampio uropatagio.

## Distribuzione e habitat
Il genere è diffuso in Asia orientale, dall'India fino all'isola di Sulawesi e alle Filippine.

## Tassonomia
Il genere comprende 4 specie.
- Tylonycteris pachypus
- Tylonycteris pygmaeus
- Tylonycteris robustula
- Tylonycteris tonkinensis